# Tabanus gratus
Tabanus gratus (лат.) — вид слепней из подсемейства Tabaninae.

## Описание
Тёмно-коричневые мухи. Голова шире груди, задняя часть слегка вогнута. Глаза черные с зелеными и черными полосами у живых особей, при высыхании исчезают. Глаза разделены темно-коричневой лобной полоской, покрытой черными волосками. Нижняя лобная мозоль тёмно-коричневая, большая и такой же ширины, как лоб, простирается вверх тонким выступом, соединяясь с меньшей верхней каплевидной мозолью. По обе стороны от верхней мозоли находится чёрное пятно в форме запятой. Скулы в длинных белых волосках. Первый членик усиков большой, светло-коричневый с белыми волосками, за исключением кончика членика, который покрыт чёрными волосками. Второй членик усика маленький, коричневый. Третий членик оранжево-коричневый с редкими чёрными волосками. Второй членик щупиков беловато-серый с чёрными и белыми волосками. Лабеллумы коричневато-серые. Грудь чёрная с чёрными и коричневыми волосками. Коричневая срединная полоса пересекает грудь и боковые края щитка. Нижние боковые полосы серовато-коричневые с золотисто-коричневыми волосками. Боковые края груди серовато-белые. Жужжальца белые. Крылья прозрачные, а четвёртая радиальная жилка (R4) без отростка. Брюшко коричневое, тонкое, сужается к заднему концу, покрыто чёрными и коричневыми волосками, с белой средней и двумя боковыми полосами бледно-коричневато-оранжево-серого цвета, с оранжево-коричневым участком на заднем конце каждого сегмента. Срединная полоса узкая на первых двух сегментах брюшка, но расширяется на третьем, достигая наибольшей ширины на четвёртом сегменте, затем сужается к последнему сегменту. Боковые полосы широкие на первом и втором сегментах, но постепенно сужаются, слегка сливаясь к заднему концу брюшка. Боковые края брюшка пепельно-серые.

## Распространение
Встречается в Африке, Восточном Средиземноморье, Саудовской Аравии, Иране и Афганистане.